# 洪全福

洪全福

洪全福（1835年—1904年），原名洪春魁，字其元，广东省花县人，寄籍東莞縣塘壢洞洪屋圍，曾參與太平天國运动及1903年广州起义。

## 生平

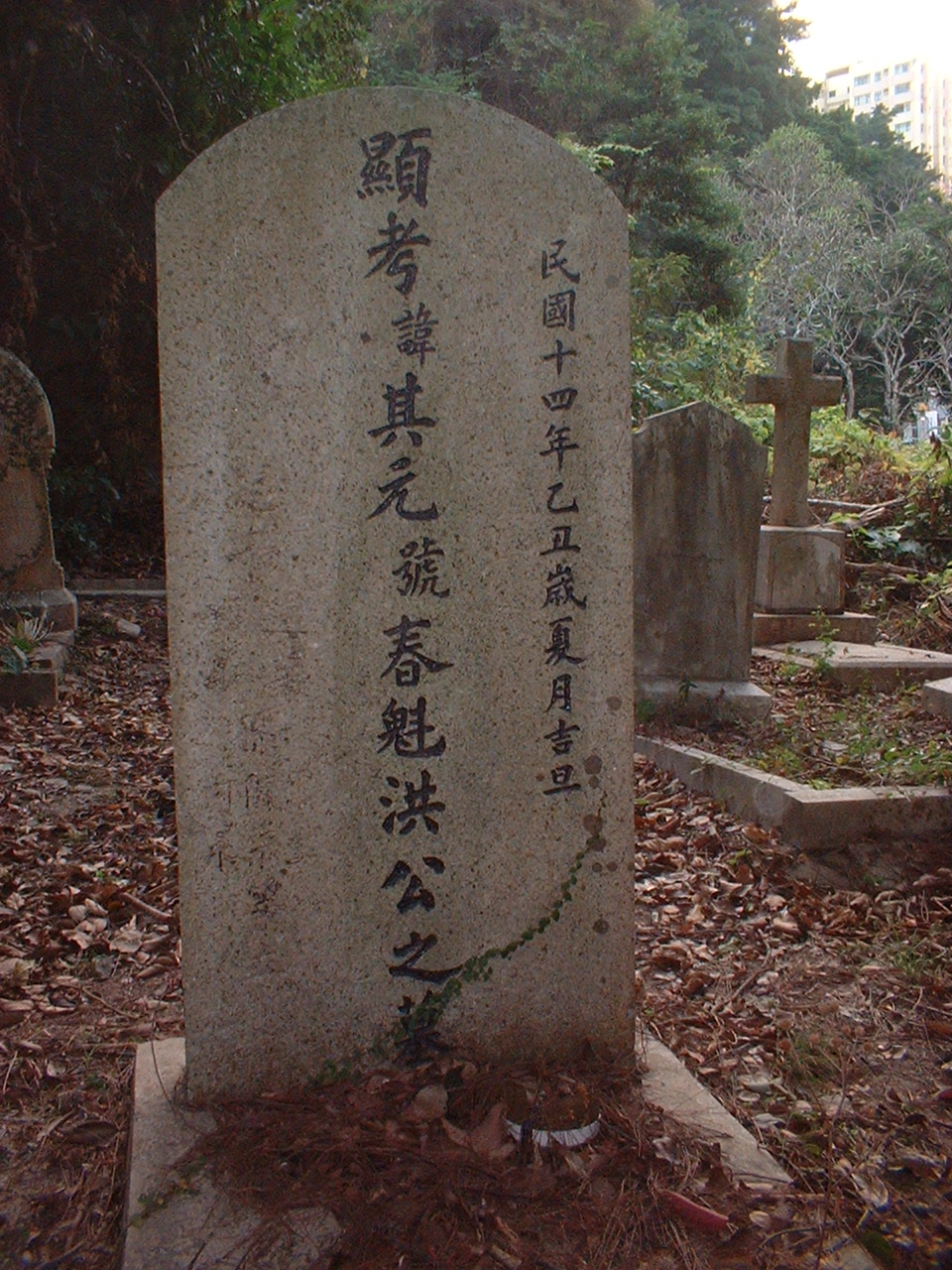
洪全福墓

洪全福原为洪秀全一族，参加金田起义，太平天国领袖之一，先後被封為左天將、瑛王，又稱三千歲。
1864年，太平天国灭亡，洪全福經東莞逃往香港，曾長期在香港義和堂航業會所的外國商船上擔任廚師，至1890年代，洪全福上岸行醫維生，並加入天地会，被推举为首領。興中会会員謝纘泰在1895年广州起义失敗，为再度起义与洪全福接触。1901年楊衢雲遇刺後，謝纘泰再力邀洪全福領導起義，得到首肯。
1902年7月、興中会会員李紀堂筹集50萬兩資金準備广州起义，並於香港中環德己立街20號設立指揮部。洪全福自称大明順天国南粤興漢大将軍，計劃於1903年1月28日年三十當晚起事，炸毀當時會齊集廣州文武官員的萬壽宮，同時佔據廣州城內各處機關衙署。然而，獲洪全福預訂槍枝的陶德洋行卻向清廷告密以圖吞沒槍款，清廷大舉搜捕革命人士，計劃未正式開始便已徹底失敗。
洪全福事敗後逃亡，一度逃到新加坡，後来因得喉癌回港治療，最終在香港病死，葬於香港墳場楊衢雲墓側。